# Conspiración golpista para el 27 de octubre de 1982
La conspiración golpista para el 27 de octubre de 1982  que se produjo en España fue desmantelada a primeros del mes de octubre y, aunque se informó sobre ella, se minimizó, con la colaboración de los principales medios de comunicación para no producir alarma social. Este plan golpista apenas afectó a la campaña electoral de las elecciones convocadas para el 28 de octubre, en las que venció el PSOE, quedando prácticamente en el olvido.

## Desmantelamiento
Los planes para el golpe de Estado eran más precisos que los del 23F. El 1 de octubre, el ministro de Interior Juan José Rosón tuvo conocimiento de la conspiración. Tras valorar la situación tanto el ministro de Interior, como el presidente de gobierno Leopoldo Calvo-Sotelo y otros responsables, como el director del Centro Superior de Información de la Defensa (CESID) general Manglano, se decidió que era preferible intervenir rápidamente, sin profundizar en la investigación, para evitar complicaciones mayores. Por ello el día 2 de octubre, sábado, a primera hora se detuvo a los tres máximos implicados: los coroneles de Artillería Luis Muñoz Gutiérrez y Jesús Crespo Cuspinera, y el hermano de este último, el teniente coronel José Crespo Cuspinera, que quedaron incomunicados. A su vez, varios condenados por el 23F fueron trasladados a otras prisiones, el principal, Jaime Milans del Bosch a la de Algeciras.
En las listas tenían implicación cerca de cuatrocientas personas.
Consta que Jaime Milans del Bosch se entrevistó con el coronel Muñoz Gutiérrez, uno de los tres implicados, estando en la prisión de Fuencarral. Según los planes golpistas, Milans del Bosch sería liberado y lideraría el resto de acciones del golpe de Estado.

## El plan
El plan, con la clave “MN”, posiblemente en relación con el Movimiento Nacional, consistía en preparar varias acciones violentas contra personalidades progresistas, autonomistas y de izquierdas, para posteriormente culminar con una gran explosión en un bloque de viviendas militares de Madrid. De todo ello se culparía a ETA y a la ineficacia en la lucha contra el terrorismo, todo lo cual justificaría la intervención militar.
El golpe se llevaría a cabo el 27 de octubre, víspera de las elecciones generales. A cierta hora que no estaba concretada, se ocuparía la Academia de Artillería de Fuencarral donde se encontraba Milans del Bosch. Posteriormente se neutralizaría la cadena de mando ocupando la Capitanía General de Madrid y el centro de operaciones de la Junta de Jefes de Estado Mayor. Se declararía el estado de guerra y 80 comandos se dispondrían en tres anillos que cercarían la capital, controlando todas las sedes de poder, como el palacio de la Zarzuela (residencia del rey), la Moncloa (residencia del presidente), los ministerios, TVE, las emisoras de radio... Para todo ello tenían asegurada la participación de la Unidad de Helicópteros de Colmenar Viejo y las dos Compañías de Operaciones Especiales (COES) de la capital.

## Consecuencias
Los tres detenidos fueron procesados, pero no se profundizó en la investigación. El consejo de guerra emitió sentencia el 14 de abril de 1984 con una pena de 12 años y un día de prisión por un delito de conspiración para la rebelión. La estrategia del PSOE, que ganó las elecciones del 28 de octubre por mayoría absoluta, fue la de minimizar esta conspiración para intentar restablecer unas relaciones con un ejército desconfiado.